# Campeonato Africano de Atletismo de 2024 - Salto em distância masculino
A prova do salto em distância masculino do Campeonato Africano de Atletismo de 2024 foi disputada nos dias 21 e 22 de junho, no Estádio de Japoma, em Duala, nos Camarões.

## Recordes
Antes desta competição, os recordes mundiais e do campeonato nesta prova eram os seguintes:
|                       | Nome           | Nacionalidade  | Distância | Local         | Data                 |
| --------------------- | -------------- | -------------- | --------- | ------------- | -------------------- |
| Recorde mundial       | Mike Powell    | Estados Unidos | 8m 95 cm  | Tóquio        | 30 de agosto de 1991 |
| Recorde do campeonato | Ruswahl Samaai | África do Sul  | 8m 45cm   | Asaba         | 2 de agosto de 2018  |
| Recorde africano      | Luvo Manyonga  | África do Sul  | 8m 65cm   | Potchefstroom | 22 de abril de 2017  |

## Medalhistas
| Ouro                   | Prata                  | Bronze                |
| Cheswill Johnson (RSA) | Chenoult Coetzee (NAM) | Goodness Iredia (NGR) |

## Cronograma
Todos os horários são locais (UTC+1).
| Data        | Hora  | Evento  |
| ----------- | ----- | ------- |
| 21 de junho | 14:45 | Grupo A |
| 21 de junho | 15:45 | Grupo B |
| 22 de junho | 16:00 | Final   |

## Resultados

### Qualificação
Qualificação:Os 12 melhores qualificados (q).
| Posição | Grupo | Atleta                 | Nacionalidade    | #1   | #2   | #3   | Resultado | Notas |
| ------- | ----- | ---------------------- | ---------------- | ---- | ---- | ---- | --------- | ----- |
| 1       | A     | Cheswill Johnson       | África do Sul    | 7.76 | 7.79 | –    | 7.79      | q     |
| 2       | A     | Emmanuel Njoku         | Nigéria          | 7.30 | 5.41 | 7.77 | 7.77      | q     |
| 3       | B     | Goodness Iredia        | Nigéria          | 7.70 | –    | –    | 7.70      | q     |
| 4       | B     | Romeo N'tia            | Benim            | 7.63 | 7.48 | –    | 7.63      | q     |
| 5       | B     | Komi Bernard Konu      | Togo             | x    | 7.56 | x    | 7.56      | q     |
| 6       | B     | Chenoult Coetzee       | Namíbia          | 7.48 | 7.55 | –    | 7.55      | q     |
| 7       | A     | Tafadzwa Chikomba      | Zimbabwe         | 7.29 | 7.48 | 7.28 | 7.48      | q     |
| 8       | B     | Thapelo Monaiwa        | Botswana         | 7.25 | 7.37 | 7.43 | 7.43      | q     |
| 9       | B     | Appolinaire Yinra      | Camarões         | 7.35 | 7.39 | 7.02 | 7.39      | q     |
| 10      | A     | Buli Melaku            | Etiópia          | 7.25 | 7.38 | 7.14 | 7.38      | q     |
| 11      | A     | Raymond Nkwemy Tchomfa | Camarões         | 7.24 | 7.30 | 7.37 | 7.37      | q     |
| 12      | A     | Louai Lamraoui         | Argélia          | x    | x    | 7.34 | 7.34      | q     |
| 13      | A     | Soumaila Sabo          | Burquina Fasso   | 7.21 | 6.99 | 7.01 | 7.21      |       |
| 14      | B     | Charles Okello         | Uganda           | 6.97 | 7.19 | x    | 7.19      |       |
| 15      | A     | Birhanu Mosisa         | Etiópia          | 6.89 | 6.96 | –    | 6.96      |       |
| 16      | B     | Freddy Kevin Oyono     | Camarões         | 6.89 | x    | 6.64 | 6.89      |       |
| 17      | A     | Gregorio Ndong Oye     | Guiné Equatorial | 6.45 | x    | 6.43 | 6.45      |       |
| 99      | A     | Edwin Kipmutai Too     | Quênia           |      |      |      | DNS       |       |

### Final
A final ocorreu dia 22 de junho às 16:00.
| Posição           | Atleta                 | Nacionalidade | #1   | #2   | #3   | #4   | #5   | #6   | Resultado | Notas |
| ----------------- | ---------------------- | ------------- | ---- | ---- | ---- | ---- | ---- | ---- | --------- | ----- |
| Medalha de ouro   | Cheswill Johnson       | África do Sul | 7.43 | 7.78 | x    | 7.73 | 7.73 | x    | 7.78      |       |
| Medalha de prata  | Chenoult Coetzee       | Namíbia       | 7.58 | 7.73 | 7.78 | 7.57 | 7.17 | 7.58 | 7.78      |       |
| Medalha de bronze | Goodness Iredia        | Nigéria       | 7.54 | 7.75 | 7.70 | 7.69 | x    | x    | 7.75      |       |
| 4                 | Emmanuel Njoku         | Nigéria       | 7.37 | 7.72 | 7.53 | 7.41 | 7.61 | x    | 7.72      |       |
| 5                 | Thapelo Monaiwa        | Botswana      | 7.68 | 7.53 | 7.44 | 7.44 | 7.48 | ?    | 7.68      |       |
| 6                 | Tafadzwa Chikomba      | Zimbabwe      | 7.41 | 7.34 | 7.51 | 7.59 | 7.40 | 7.53 | 7.59      |       |
| 7                 | Appolinaire Yinra      | Camarões      | 6.90 | 7.06 | 7.52 | 7.57 | x    | 7.39 | 7.57      |       |
| 8                 | Raymond Nkwemy Tchomfa | Camarões      | x    | 7.39 | 7.10 | 6.50 | 7.19 | 7.47 | 7.47      |       |
| 9                 | Buli Melaku            | Etiópia       | 7.32 | x    | 7.26 |      |      |      | 7.32      |       |
| 10                | Romeo N'tia            | Benim         | 7.14 | 7.29 | x    |      |      |      | 7.29      |       |
| 11                | Louai Lamraoui         | Argélia       | 7.29 | x    | x    |      |      |      | 7.29      |       |
| 12                | Komi Bernard Konu      | Togo          | 7.25 | 6.96 | 7.13 |      |      |      | 7.25      |       |

Legenda
| Recorde mundial       | Recorde mundial (World record)               |                       | Recorde africano                      | Recorde africano (African) |                                           | Q | Classificado por posição (Qualified) |
| Recorde do campeonato | Recorde do campeonato (Championship record)  | Recorde da América    | Recorde da América (Americas)         | q                          | Classificado por melhor tempo (Qualified) |   |                                      |
| Melhor marca do ano   | Melhor marca do ano (World leading)          | Recorde asiático      | Recorde asiático (Asian)              | DNS                        | Não largou (Did not start)                |   |                                      |
| Recorde nacional      | Recorde nacional (National record)           | Recorde europeu       | Recorde europeu (European)            | DNF                        | Não terminou (Did not finish)             |   |                                      |
| Recorde pessoal       | Recorde pessoal do atleta (Personal best)    | Recorde da Oceania    | Recorde da Oceania (Oceania)          | DSQ / DQ                   | Desclassificado (Disqualified)            |   |                                      |
| Recorde da temporada  | Recorde da temporada do atleta (Season best) | Recorde sul-americano | Recorde sul-americano (South America) | NM                         | Sem marca (No mark)                       |   |                                      |